# Theridion postmarginatum
Theridion postmarginatum là một loài nhện trong họ Theridiidae.
Loài này thuộc chi Theridion. Theridion postmarginatum được Albert Tullgren miêu tả năm 1910.